# Nicoline van den Broek-Laman Trip
Nicoline Hobbine van den Broek-Laman Trip (Eindhoven, 19 juli 1937) is een voormalig Nederlands politica.

## Familie
Van den Broek is lid van het geslacht Trip. Ze is een dochter van jhr. ir. Rutger Egbert Laman Trip (1905-1985), directeur van Philips en lid van de Electriciteitsraad, en jkvr. Henriette Francina van Andringa de Kempenaer (1905-1997). Ze trouwde in 1964 met ir. Jan Jacob van den Broek (1930-2023), hoofdingenieur bij Rijkswaterstaat.

## Loopbaan
Van den Broek-Laman Trip was, na te zijn opgeleid tot kleuterleidster, onder meer negen jaar gedeputeerde van Gelderland en acht jaar burgemeester van Heemstede. Ze werd in 1993 voor de VVD Eerste Kamerlid waarin ze tussen 1999 en 2005 de VVD-Eerste Kamerfractie leidde; ze verliet de kamer in 2007. Zij heeft een grote belangstelling voor cultuur, een onderwerp waarover zij ook in de Kamer het woord voerde. Zij hield zich ook enige tijd bezig met sociale zaken. 
- Parlement.com: vg09llm67fy9